# تسخیر (فیلم ۲۰۱۹)
تسخیر (به انگلیسی: Haunt) فیلمی در ژانر اسلشر به کارگردانی اسکات بک و برایان وودز محصول ۲۰۱۹ ایالات متحده آمریکا است.

## خلاصه داستان
شب هالووین هم اتاقی‌های هارپر و بیلی در یک مهمانی شرکت می‌کنند و در آنجا با دوستانشان آنجلا و مالوری ملاقات می‌کنند. این گروه با دو پسر به نام‌های ناتان و اوان دوست می‌شوند و همه تصمیم می‌گیرند که با هم سوار ماشین شوند؛ و به مکانی تسخیر شده بروند این گروه به زودی با یک جاذبه خانه تسخیر شده روبرو می‌شوند که تصمیم می‌گیرند در آن شرکت کنند؛ و در آن جا اتفاقاتی ترسناک روبرو می‌شوند…

## بازیگران
- کیتی استیونس در نقش هارپر
- ویل بریتین در نقش دوست هارپر
- لورین مک کلین در نقش بیلی
- اندرو کالدول در نقش ایوان
- شازی رجا در نقش آنجلا
- شویلر هلفورد در نقش مالوری
- چانی فردا در نقش شبح
- جاستین مارکسن در نقش دلقک
- دامیان مافی در نقش شیطان
- ساموئل هانت در نقش سم[۴]